# Phil Donahue
Phillip John "Phil" Donahue, född 21 december 1935 i Cleveland, Ohio, död 18 augusti 2024 på Manhattan i New York, var en amerikansk journalist och TV-personlighet. Från 1967 till 1996 ledde han pratshowen The Phil Donahue Show.